# Santa Maria Gloriosa dei Frari
Bazylika Santa Maria Gloriosa dei Frari, zwana potocznie Frari, jest kościołem umiejscowionym przy Calle del Magazzen w Wenecji, w północnych Włoszech.
Masywny franciszkański kompleks klasztorny założony został w XIII wieku, a następnie przebudowany w XIV i XV. 
Przyległe krużganki są miejscem, w których spoczywają archiwa państwowe, dokumentujące 1000 lat historii weneckiej. Z zewnątrz i w środku kościół z cegły pozbawiony jest dekoracji. Prostota budynku wynika bezpośrednio z reguły zakonu franciszkańskiego. W nawie głównej dominują urocze stalle na chórze, jedyne, jakie zachowały się w Wenecji oraz gotycka balustrada oddzielająca nawę od prezbiterium. Po bokach znajdziemy grobowce dożów - w północnej części budowli Pomnik Pesara, upamiętniający dożę Giovanniego Pesara (1658). W centralnym punkcie kościoła, przy ołtarzu głównym, znajduje się obraz Wniebowzięcie Tycjana. Na prawo od ołtarza głównego umiejscowiono wejście do kaplicy rodowej rodziny Pesaro, służąca jako zakrystia. 
W południowej (prawej) nawie znajduje się grobowiec Tycjana, wzniesiony trzy wieki po jego śmierci. W kościele znajdują się XV-wieczne stalle z płaskorzeźbami, które przedstawiają świętych oraz Wenecję, a także nagrobek Claudia Monteverdiego (z lewej strony głównego ołtarza).
Jest największym ze wszystkich gotyckich kościołów w Wenecji. 

## Dzieła w kościele
- Wniebowzięcie - Tycjan (ołtarz główny kościoła)
- Madonna rodziny Pesaro - Tycjan
- Madonna z Dzieciątkiem - Bellini
- Madonna - Paolo Veneziano